# Clint Steindl
Clint Steindl (Mackay, 15 marzo 1989) è un ex cestista australiano.

## Palmarès
- Campionato australiano: 2

Perth Wildcats: 2018-19, 2019-20